# Дженкинс, Джоли
Джо́ли Дже́нкинс (англ. Jolie Jenkins; 7 марта 1974, США) — американская актриса.

## Биография
Джоли Дженкинс родилась 7 марта 1974 года в США, став одним из трёх детей Бекки Дженкинс и одного из её ныне бывших мужей. В 1982 году, когда Джоли было 8 лет, её мать вышла замуж за писателя Энтони Роббинса, который усыновил детей жены от предыдущих браков. В 2001 году мать и отчим Дженкинс развелись.
Начиная с 1998 года, Джоли сыграла более чем в 45-ти фильмах и телесериалах. Дженкинс наиболее известна по роли Дейдры Тейлор в двух эпизодах первого сезона телесериала «Отчаянные домохозяйки» (2005).
С 27 октября 2001 года Джоли замужем за арт-директором и специалистом по раскадровке Дэвидом Пагани. У супругов есть сын — Луис Рокет Пагани (род. 31.12.2014).

## Избранная фильмография
| Год       |    | Русское название                  | Оригинальное название | Роль                         |
| --------- | -- | --------------------------------- | --------------------- | ---------------------------- |
| 1999      | с  | Двое в своём роде                 | Two of a Kind         | Антуанетта                   |
| 1999      | с  | Нас пятеро                        | Party of Five         | Мелани                       |
| 1999—2007 | мс | Ксибер 9: Новый рассвет           | Xyber 9: New Dawn     | Принцесса Розелин            |
| 2000      | с  | Время твоей жизни                 | Time of Your Life     | Молли                        |
| 2001      | с  | Западное крыло                    | The West Wing         | Стефани Голт                 |
| 2001—2002 | с  | Секретные материалы               | The X-Files           | Агент ФБР Лейла Харрисон     |
| 2002      | ф  | Кот в мешке                       | Buying the Cow        | Эмбер                        |
| 2002      | ф  | Симона                            | Simone                | Член аудитории на премьере   |
| 2003      | с  | Военно-юридическая служба         | JAG                   | Кайли                        |
| 2004      | с  | Лас-Вегас                         | Las Vegas             | Лиз Линдкуист                |
| 2005      | с  | Отчаянные домохозяйки             | Desperate Housewives  | Дейдра Тейлор                |
| 2005      | с  | C.S.I.: Место преступления Майами | CSI: Miami            | Джина Ранкин                 |
| 2007      | с  | Ясновидец                         | Psych                 | Сандра Панич                 |
| 2007      | с  | Игра                              | The Game              | Камиль                       |
| 2007      | с  | Как я встретил вашу маму          | How I Met Your Mother | Алекса                       |
| 2009      | с  | Менталист                         | The Mentalist         | Мэнди Рилджек                |
| 2009      | с  | Говорящая с призраками            | Ghost Whisperer       | Кейси Салливан               |
| 2012      | с  | Следствие по телу                 | Body of Proof         | Венди Харрис / Джули Томкинс |
| 2012      | с  | Бывшие                            | The Exes              | Сьюзан                       |
| 2012      | с  | Частная практика                  | Private Practice      | Продюсер                     |
| 2013      | с  | Коварные горничные                | Devious Maids         | Джули                        |
| 2014      | с  | Правила смешивания                | Mixology              | Нина                         |
| 2016      | с  | Обитель лжи                       | House of Lies         | Капитан Меган Данливи        |
| 2016—2017 | с  | Лив и Мэдди                       | Liv and Maddie        | Тётя Дина                    |
| 2017      | с  | Однажды за один раз               | One Day at a Time     | Никки                        |
| 2017      | с  | Две девицы на мели                | 2 Broke Girls         | Дженис                       |